# Anders Wallenius (ingenjör)
Anders Theodor Wallenius, född 13 oktober 1833 i Bellefors församling, Skaraborgs län, död 7 december 1889 i Bredsäter, var en svensk godsägare, byggmästare, ingenjör och politiker.
Wallenius var ägare till godset Svaneberg i Skaraborgs län. Han lät uppföra en mängd husbyggnader i olika städer och lät bygga flera olika järnvägslinjer. 
Som politiker var Wallenius ledamot av riksdagens första kammare 1873-1881 samt 1885-1889 för Skaraborgs län, däremellan tillhörde han 1882-1884 andra kammaren för Vadsbro södra domsagas valkrets.